# Лунга-Лунга
Лунга-Лунга (Лунгалунга, англ. Lunga Lunga) — поселение на крайнем юго-востоке Кении, близ государственной границы с Танзанией. Расположено на реке Умба, в провинции Прибрежной  провинции, в 102 км к юго-востоку от порта Момбаса, на побережье Индийского океана. 
В Лунга-Лунга находится пункт пропуска через государственную границу с Танзанией на пути Момбаса — Танга — Дар-эс-Салам. Через Лунга-Лунга проходит дорога Малинди — Багамойо (A14).